# Ефектът на спусъка
„Ефектът на спусъка“ (на английски: The Trigger Effect) е американски трилър от 1996 г., написан и режисиран от Дейвид Коуп, и участват Кайл Маклоклан, Елизабет Шу и Дърмът Мълроуни.